# Zhongguo yuyanxue yaoji jieti
Zhongguo yuyanxue yaoji jieti (中国语言学要籍解题,  Zhōngguó yǔyánxué yàojí jiětí – „Grundlegende Werke der chinesischen Linguistik“) ist ein modernes chinesisches Übersichtswerk mit kurzen Abhandlungen über wichtige Werke aus der langen Geschichte der chinesischen Sprachwissenschaft. Es wurde herausgegeben von Qian Zengyi 钱曾怡 und Liu Yuxin 刘聿鑫, zahlreiche renommierte Fachgelehrte haben an dem Band mitgearbeitet. Er vereint Beiträge zu über 170 Werken, beispielsweise Beiträge zum Fangyan 方言 von Yang Xiong 扬雄, dem Jingdian shiwen 经典释文 von Lu Deming 陆德明, zum Shuowen jiezi 说文解字 von Xu Shen 许慎, dem Shuowen jiezi zhu 说文解字注 von Duan Yucai 段玉裁, dem Shuowen tongxun dingsheng 说文通训定声 von Zhu Junsheng 朱骏声, aber auch vielen weiteren, darunter auch von Gao Benhan 高本汉 (Bernhard Karlgren). Das Werk erschien 1991 in Jinan im Verlag Qilu shushe 齐鲁书社. Das Vorwort stammt von Yin Menglun 殷孟伦.
Das Buch ist in fünf Abschnitte unterteilt: 1. Phonologie, 2. Exegetik, 3. Grammatik & Rhetorik, 4. Regionalsprachen/Dialekte und 5. Schrift.

## Sprachwissenschaftliche Werke
In der Reihenfolge: Autor, Titel, Verfasser des Artikels (jeweils mit Pinyin ergänzt)

### Yinyun lei 音韵类
- Yan Zhitui 颜之推: Yanshi jiaxun. Yinci 颜氏家训•音辞（siehe Xungu lei 训诂类）Yin Zhenglin 殷正林
- Lu Deming 陆德明: Jingdian shiwen 经典释文 Liu Xiaodong 刘晓东
- Xuanying 玄应, Huilin 慧琳, Xilin 希麟: Yiqiejing yinyi 一切经音义 Yin Zhenglin 殷正林
- Lu Fayan 陆法言: Qieyun 切韵 Yin Zhenglin 殷正林
  - Anhang: Wang Renxu: Kanmiu buque qieyun[2] 附　王仁昫《刊谬补缺切韵》
- Chen Pengnian 陈彭年 u. a.: Guangyun 广韵 Yin Zhenglin  殷正林
- Ding Du 丁度 u. a.: Jiyun 集韵 Yin Zhenglin 殷正林
- Han Daozhao 韩道昭: Wuyin jiyun 五音集韵[3] Yin Zhenglin 殷正林
- Mao Huang 毛晃, Mao Juzheng 毛居正: Zengxiu huzhu libu yunlüe 增修互注礼部韵略》 Yin Zhenglin  殷正林
- Xiong Zhong 熊忠: Gujin yunhui juyao[4] 古今韵会举要》 Yin Zhenglin  殷正林
- Zhou Deqing 周德清: Zhongyuan yinyun 中原音韵 Yin Zhenglin 殷正林
  - Anhang Zhuo Congzhi 卓从之: Zhongzhou yuefu yinyue leibian 中州乐府音韵类编
- Menggu ziyun 蒙古字韵 Ding Qizhen丁启阵
- Le Shaofeng u. a. 乐韶凤等: Hongwu zhengyun 洪武正韵[5] Yin Zhenglin  殷正林
- Lan Mao 兰茂: Yunlüe yitong 韵略易通 Yu Chunxiang 于春香
- Bi Gongchen 毕拱辰: Yunlüe huitong 韵略汇通 Yu Chunxiang 于春香
- Pan Lei 潘耒: Leiyin 类音 Yin Zhenglin 殷正林
- Fan Tengfeng 樊腾凤: Wufang yuanyin 五方元音 Yin Zhenglin殷正林
- Yunjing 韵镜》, Qiyinlüe 七音略 Liu Xiaodong刘晓东
- Qieyun zhizhang tu[6] 切韵指掌图 Liu Xiaodong 刘晓东
- Sisheng dengzi 四声等子 Yin Zhenglin 殷正林
- Liu Jian 刘鉴: Jingshi zhengyin qieyun zhinan 经史正音切韵指南 Yin Zhenglin 殷正林
- Xu Xiao 徐孝: Zhongding Sima wen gong deng yun tu jing 重订司马温公等韵图经 Yin Zhenglin  殷正林
- Jiang Yong 江永: Yinxue bianwei 音学辨微 Yin Zhenglin  殷正林
- Jiang Yong 江永 Sisheng qieyun biao 四声切韵表 Liu Xiaodong 刘晓东
- Chen Li 陈澧: Qieyun kao 切韵考 Liu Xiaodong 刘晓东
- Lao Naixuan 劳乃宣: Dengyun yide 等韵一得 Liu Xiaodong  刘晓东
- Wu Yu 吴棫: Yunbu 韵补 Yin Zhenglin  殷正林
- Chen Di 陈第: Maoshi guyin kao 毛诗古音考 Li Zhuanji 黎传记
- Gu Yanwu 顾炎武: Yinxue wushu  音学五书 Zhou Guanghuang 周广璜
- Jiang Yong 江永: Guyun biaozhun 古韵标准 Zhou Guanghuang 周广璜
- Dai Zhen 戴震: Shengyun kao 声韵考, Shenglei biao 声类表 Zhou Guanghuang周广璜
- Qian Daxin 钱大昕: Shijiazhai yangxin lu (juan wu) 十驾斋养新录》（卷五） Lin Kaijia 林开甲
- Duan Yucai 段玉裁: Liushu yinyun biao 六书音韵表 Lin Kaijia 林开甲
- Kong Guangsen 孔广森: Shishenglei 诗声类 Zhou Guanghuang 周广璜
- Yan Kejun 严可均: Shuowen shenglei 说文声类 Lin Kaijia 林开甲
- Jiang Yougao 江有诰: Yinxue shishu 音学十书 Li Zhuanji 黎传记
- Xia Xin 夏炘: Shi gu yun biao er shi er bu ji shuo 诗古韵表二十二部集说 Lin Kaijia 林开甲
- Zhang Binglin 章炳麟: Guogu lunheng (shangjuan) 国故论衡（上卷）Liu Xiaodong刘晓东
- Huang Kan 黄侃: Lüesheng 音略, Shengyun tongli 声韵通例 Zhu Zhengyi朱正义
- Wang Rongbao 汪荣宝: Ge ge yu yu mo gudu kao 歌戈鱼虞模古读考 Yin Zhenglin 殷正林
- Zeng Yunqian[7] 曾运乾: Yumu gudu kao 喻母古读考 Liu Xiaodong 刘晓东
- Gao Benhan 高本汉 (Bernhard Karlgren): Zhongguo yinyunxue yanjiu 中国音韵学研究. Cao Zhiyun 曹志耘
- Lu Zhiwei[8] 陆志韦: Guyin shuolüe 古音说略 Yin Zhenglin 殷正林
- Huo Yuanjie 火源洁: Huayi yiyu 华夷译语 Ding Qizhen 丁启阵

### Xungu lei 训诂类
- Shijing 诗经 Maozhuan Zhengjian 毛传郑笺 Zhu Guangqi 朱广祁
- Zheng Xuan: 郑玄 Zhouli zhu《周礼》注, Yili zhu《仪礼》注, Liji zhu《礼记》注 Zhu Zhengyi 朱正义
- Wang Yi 王逸: Chuci zhangju 楚辞章句, Hong Xingzu 洪兴祖: Chuci buzhu 楚辞补注 Yang Duanzhi 杨端志
- Wei Zhao 韦昭: Guoyu zhu 《国语》注 Yang Duanzhi 杨端志
- Li Shan 李善: Wenxuan zhu《文选》注 Zhou Xiaoyu 周晓瑜
- Shiji sanjia zhu[9]《史记》三家注[10] Zhu Zhengyi 朱正义
- Yan Shigu 颜师古: Hanshu zhu 《汉书》注 Zhu Zhengyi 朱正义
- Li Xian 李贤: Hou Hanshu zhu《后汉书》注 Zhou Xiaoyu 周晓瑜
- Xu Shen 许慎: Shuowen jiezi 说文解字 Lu Guangzheng 路广正
- Xu Kai 徐锴: Shuowen xizhuan 说文系传 Zhu Zhengyi 朱正义
- Duan Yucai 段玉裁: Shuowen jiezi zhu 《说文解字》注 Zhu Zhengyi 朱正义
- Gui Fu 桂馥: Shuowen jiezi yizheng 《说文解字义证》 Zhu Zhengyi 朱正义
- Wang Yun 王筠: Shuowen judou 说文句读, Shuowen shili 说文释例 Zhu Zhengyi 朱正义
- Zhu Junsheng 朱骏声: Shuowen tongxun dingsheng 《说文通训定声》 Zhu Guangqi 朱广祁
- Erya 尔雅 Wu Qingfeng 吴庆峰
- Guo Pu 郭璞: Erya zhu 《尔雅》注 Zhu Zhengyi 朱正义
- Xing Bing 邢昺: Erya shu 《尔雅疏》 Wu Qingfeng 吴庆峰
- Shao Jinhan 邵晋涵: Erya zhengyi 尔雅正义 Wu Qingfeng 吴庆峰
- Hao Yixing 郝懿行: Erya yishu 《尔雅义疏》 Wu Qingfeng 吴庆峰
- Xiao Erya 小尔雅 Wu Qingfeng 吴庆峰
- Hu Chenggong 胡承珙: Xiao erya yizheng 小尔雅义证 Wu Qingfeng 吴庆峰
- Song Xiangfeng 宋翔凤: Xiao erya xunzuan 小尔雅训纂 Wu Qingfeng 吴庆峰
- Zhang Yi 张揖: Guangya 广雅 Fu Genqing 傅根清
- Wang Niansun 王念孙: Guangya shuzheng 广雅疏证 Fu Genqing 傅根清
- Zhu Mouhui 朱谋讳: Pianya 骈雅 Bao Shixiang 鲍时祥
- Liu Xi 刘熙: Shiming 释名 Bao Shixiang 鲍时祥
- Gu Yewang 顾野王: Yupian 《玉篇》 Lu Guangzheng 路广正
- Sima Guang 司马光: Leipian 《类篇》（siehe Wenzi lei 文字类）Zhu Zhengyi 朱正义
- Shi You 史游: Jijiu pian《急就篇》 Liu Xiaodong 刘晓东
- Yan Zhitui 颜之推: Yanshi jiaxun. Shuzheng 《颜氏家训•书证》 Yin Zhenglin 殷正林
  - Anhang: Yinci pian  《音辞》篇
- Yan Shigu 颜师古: Kuangmiu zhengsu[11] 《匡谬正俗》 Liu Xiaodong 刘晓东
- Huang Sheng 黄生: Zigu《字诂》, Yifu 《义府》 Lin Kaijia 林开甲
- Dai Zhen 戴震: Zhuanyu ershi zhang xu《转语二十章序》 Lin Kaijia 林开甲
- Cheng Yaotian 程瑶田: Guo ying zhuan yu ji 《果赢转语记》 Lin Kaijia 林开甲
- Wang Niansun 王念孙: Dushu zazhi 《读书杂志》 Fu Genqing 傅根清
- Wang Yinzhi 王引之: Jingyi shuwen《经义述闻》 Fu Genqing 傅根清
- Yu Yue 俞樾: Gushu yiyi juli 《古书疑义举例》 Yang Duanzhi 杨端志
- Sun Yirang 孙诒让: Zhayi 《札迻》 Yang Duanzhi 杨端志
- Zhang Binglin 章炳麟: Xiaoxue dawen《小学答问》 Lin Kaijia 林开甲
- Zhang Binglin 章炳麟: Wenshi 文始 Liu Xiaodong 刘晓东
- Wang Guowei 王国维: Guantang jilin 《观堂集林》（betreffender Abschnitt 有关部分） Bao Shixiang 鲍时祥
- Liu Shipei 刘师培: Liu Shenshu xiansheng yishu 《刘申叔先生遗书》（betreffender Abschnitt 有关部分）Lin Kaijia  林开甲
- Huang Kan 黄侃: Xungu shulüe 《训诂述略》 Lin Kaijia 林开甲
- Shen Jianshi 沈兼士: Youwenshuo zai xunguxue shang zhi yange jiqi tuichan《右文说在训诂学上之沿革及其推阐》Xu Chao 徐超
- Yang Shuda 杨树达: Jiweiju xiaoxue jinshi luncong《积微居小学金石论丛》Xu Chao 徐超
- Yang Shuda 杨树达: Jiweiju xiaoxue shulin《积微居小学述林》Xu Chao 徐超
- Ruan Yuan 阮元: Jingji zuangu 经籍纂诂 Zhu Zhengyi 朱正义

### Yufa xiuci lei 语法修辞类
- Lu Yiwei 卢以纬: Yuzhu《语助》Tang Ziheng 唐子恒
- Liu Qi 刘淇: Zhuzi bianlüe 《助字辨略》 Gu Jiu 顾久
- Wang Yinzhi 王引之: Jingzhuan shici 《经传释词》Tang Ziheng 唐子恒
- Ma Jianzhong 马建忠: Mashi wentong《马氏文通》Tang Ziheng 唐子恒
- Zhang Shizhao 章士钊: Zhongdeng guowen dian 《中等国文典》 Tang Ziheng 唐子恒
- Liu Fu 刘复: Zhongguo wenfa tonglun 《中国文法通论》Zhao Ren 赵韧
- Chen Chengze 陈承泽: Guo wen fa cao chuang 《国文法草创》 Tang Ziheng 唐子恒
- Jin Zhaozi 金兆梓: Guo wenfa zhi yanjiu 《国文法之研究》 Tang Ziheng 唐子恒
- Li Jinxi 黎锦熙: Xinzhu guoyu wenfa《新著国语文法》 Liu Yuxin  刘聿鑫
- Yang Shuda 杨树达: Gaodeng guowen fa 《高等国文法》 Tang Ziheng 唐子恒
- Yang Shuda 杨树达: Ciquan 《词诠》 Zhu Guangqi 朱广祁
- He Rong 何容: Zhongguo wenfa lun 《中国文法论》Liu Yuxin 刘聿鑫
- Lü Shuxiang 吕叔湘: Zhongguo wenfa yaolüe《中国文法要略》 Liu Jinglin 刘景林
- Wang Li 王力: Zhongguo xiandai yufa《中国现代语法》 Zhao Ren 赵韧
- Wang Li 王力: Zhongguo yufa lilun《中国语法理论》 Tang Ziheng 唐子恒
- Liao Shuqian 廖庶谦: Kouyu wenfa《口语文法》 Liu Jinglin 刘景林
- Gao Mingkai 高名凯: Hanyu yufa lun《汉语语法论》 Liu Yuxin 刘聿鑫
- Wang Gou 王构: Xiuci jianheng《修辞鉴衡》  Lu Guangzheng 路广正
- Tang Yue 唐钺: Xiucige 《修辞格》 Lu Guangzheng 路广正
- Yang Shuda 杨树达: Hanwen wenyan xiucixue《汉文文言修辞学》 Lu Guangzheng 路广正
- Chen Wangdao 陈望道: Xiucixue fafan《修辞学发凡》 Lu Guangzheng 路广正

### Fangyan lei 方言类
- Yang Xiong 扬雄: Fangyan 《方言》 Qian Zengyi 钱曾怡
- Li Shi 李实: Shuyu《蜀语》 Li Lan  李蓝
- Hang Shijun 杭世骏: Xu fangyan《续方言》 Feng Wei 冯炜
- Mao Qiling 毛奇龄: Yueyu kenqi lu 《越语肯綮录》 Ding Qizhen 丁启阵
- Hu Wenying 胡文英: Wuxia fangyan kao 《吴下方言考》 Cao Zhiyun 曹志耘
- Fan Yin 范寅: Yueyan《越谚》 Cao Zhiyun 曹志耘
- Zhang Shenyi 张慎仪: Xu fangyan xin jiaobu 续方言新校补, Fangyan bielu 方言别录, Shu fangyan 蜀方言 Feng Wei  冯炜
- Cheng Xianjia 程先甲: Guangxu fangyan 广续方言 Feng Wei 冯炜
- Zhang Binglin 章炳麟: Xin fangyan 新方言 Luo Futeng 罗福腾
- Sun Jinbiao 孙锦标: Nantong fangyan shuzheng 南通方言疏证 Ding Qizhen 丁启阵
- Liu Fu 刘复: Sisheng shiyan lu 四声实验录 Cao Zhiyun 曹志耘
- Zhao Yuanren 赵元任: Xiandai Wuyu de yanjiu《现代吴语的研究》 Cao Zhiyun 曹志耘
- Tao Yumin 陶燠民: Minyin yanjiu《闽音研究》 Luo Futeng 罗福腾
- Luo Changpei 罗常培: Xiamen yinxi《厦门音系》 Luo Futeng 罗福腾
- Luo Changpei 罗常培: Tang Wudai xibeifang《唐五代西北方音》 Cao Zhiyun 曹志耘
- Luo Huiyun 罗翙云: Ke fangyan《客方言》 Luo Futeng 罗福腾
- Zhao Yuanren 赵元任: Zhongxiang fangyan ji《钟祥方言记》 Cao Zhiyun 曹志耘
- Luo Changpei 罗常培: Linchuan yinxi《临川音系》 Luo Futeng 罗福腾
- Dong Tonghe 董同龢: Huayang liangshui jing Kejiahua ji《华阳凉水井客家话记音》 Luo Futeng 罗福腾
- Zhao Yuanren u. a. 赵元任等: Hubei fangyan diaocha baogao 《湖北方言调查报告》 Luo Futeng 罗福腾

### Wenzi lei 文字类
- Xu Shen 许慎: Shuowen jiezi 《说文解字》（siehe Xungu lei 训诂类） Lu Guangzheng 路广正
- Wu Dacheng 吴大澂: Shuowen guzhou bu《说文古籀补》 Xu Chuanwu 徐传武
- Wu Dacheng 吴大澂: Zishuo《字说》Xu Wu 徐传武
- Lin Yiguang 林义光: Wenyuan 《文源》 Xu Wu 徐传武
- Lü Dalin 吕大临: Kaogu tu 考古图, Kaogu shiwen 考古图释文 Xu Chuanwu 徐传武
- Xue Shanggong 薛尚功: Lidai zhong ding yiqi kuanzhi fa tie 历代钟鼎彝器款识法帖 Gu Jiu 顾久
- Ruan Yuan 阮元: Jiguzhai zhongding yiqi kuanzhi 积古斋钟鼎彝器款识 Xu Chuanwu 徐传武
- Luo Zhenyu 罗振玉: Sandai ji jinwen cun 《三代吉金文存》  Xu Chuanwu, Zhang lei 徐传武、张磊
- Guo Moruo 郭沫若: Liangzhou jinwen ci daxi 《两周金文辞大系》  Chen Hongxin 陈洪昕
- Rong Geng 容庚: Jinwen bian《金文编》 Gu Jiu 顾久
- Sun Yirang 孙诒让: Guzhou shiyi 古籀拾遗, Guzhou yulun 《古籀余论》 Xu Chuanwu 徐传武
- Sun Yirang 孙诒让: Mingyuan《名原》 Xu Chuanwu 徐传武
- Liu E 刘鹗: Tieyun canggui 铁云藏龟, Tieyun cangtao 铁云藏匋  Xu Chuanwu 徐传武
- Sun Yirang 孙诒让: Qiwen juli 契文举例 Xu Chuanwu 徐传武
- Luo Zhenyu 罗振玉: Yinshang zhenbu wenzi kao 殷商贞卜文字考, Yinxu shuqi kaoshi 殷虚书契考释 Xu Chuanwu 徐传武
- Dong Zuobin 董作宾: Dagui siban kaoshi 大龟四版考释, Jiaguwen duandai yanjiu li 甲骨文断代研究例 Xu Chuanwu 徐传武
- Guo Moruo 郭沫若: Buci tongzuan《卜辞通纂》 Chen Hongxin 陈洪昕
- Guo Moruo 郭沫若: Yinqi cuibian《殷契粹编》  Chen Hongxin 陈洪昕
- Sun Haibo 孙海波: Jiagu wenbian《甲骨文编》 Gu Jiu 顾久
- Guo Zhongshu 郭忠恕: Peixi 《佩觿》 Gu Jiu 顾久
- Guo Zhongshu 郭忠恕: Hanjian 《汗简》 Jiang Weiguang 姜伟光
- Xia Song 夏竦: Guwen sisheng yun《古文四声韵》 Jiang Weiguang 姜伟光
- Yan Yuansun 颜元孙: Ganluzishu《干禄字书》 Xu Chuanwu 徐传武
- Zhang Shen 张参: Wujing wenzi《五经文字》 Bao Shixiang  鲍时祥
- Lou Ji 娄机: Hanli ziyuan《汉隶字源》 Xu Chuanwu 徐传武
- Lou Ji 娄机: Banma zilei《班马字类》 Xu Chuanwu 徐传武
- Zhang You 张有: Fugu bian 《复古编》 Xu Chuanwu 徐传武
- Xingjun 行均: Longkan shoujing 《龙龛手镜》 Jiang Weiguang 姜伟光
- Dai Tong 戴侗: Liushu gu《六书故》 Xu Chuanwu 徐传武
- Gu Aiji 顾蔼吉: Libian[12]《隶辨》 Jiang Weiguang 姜伟光
- Sima Guang 司马光: Leipian 《类篇》 Zhu Zhengyi 朱正义
- Mei Yingzuo 梅膺祚: Zihui《字汇》 Zhu Guangqi 朱广祁
- Zhang Zilie 张自烈: Zhengzitong《正字通》 Zhu Guangqi 朱广祁
- Kangxi zidian 《康熙字典》 Zhu Guangqi 朱广祁
- Peiwen yunfu《佩文韵府》 Zhu Zhengyi 朱正义
- Zhang Tingyu 张廷玉 u. a.: Pianzi leibian[13]《骈字类编》 Zhu Zhengyi 朱正义
- Fu Dingyi 符定一: Lianmian zidian《联绵字典》 Zhu Guangqi 朱广祁
- Zhu Qifeng 朱起凤: Citong《辞通》 Zhu Guangqi 朱广祁
- Tang Lan 唐兰: Guwen zixue daolun《古文字学导论》 Chen Hongxin 陈洪昕
- Tang Lan 唐兰: Zhongguo wenzixue《中国文字学》 Chen Hongxin 陈洪昕